# Herman Verbaere
Herman Verbaere (Wetteren, 13 maart 1905 – Zottegem, 26 augustus 
1993) was een Vlaams kunstschilder, tekenaar, aquarellist, lithograaf en ontwerper van postzegels.

## Biografie
Herman Verbaere was de oudste zoon van Leo Joseph Verbaere, drukker-uitgever in Wetteren, en Clara Maria De Groote. Hij had nog acht broers en zussen. Hij trad op 30 juli 1935 in het huwelijk met Bertha Maria De Block. Ze kregen één dochter: Huguette Marie Flore Leonie Verbaere.
Hij kreeg zijn opleiding bij Prosper Böss aan de academie te Wetteren tot 1924 en vervolgens aan de Academie te Gent, onder leiding van Jan Frans De Boever en Oscar Coddron, waar hij de laureatentitel behaalde in 1933. Hij gaf les aan de school Arts et Métiers in Gent.

Verbaere maakte duizenden aquarellen, hij schilderde landschappen van de Vlaamse dorpjes langs de Schelde, aan de kust, in Zeeland en in de Kempen. Met zijn illustraties en affiches van zowat alle wereldtentoonstellingen haalde hij internationale erkenning en diverse prijzen. Op de Wereldtentoonstelling van 1937 in Parijs 1937 werd hij bekroond voor zijn Vlaamse landschapsaffiches. Tussen 1935 en 1967 ontwierp hij talrijke affiches voor de NMBS en hij ontwierp een ganse reeks postzegels tussen 1962 en 1970. Ook maakte hij een lange reeks commerciële affiches en illustraties voor bedrijven, onder andere voor De Vreese-Van Loo uit Lokeren.
Hij paarde zijn opmerkelijke penseelvaardigheid aan een degelijke bladschikking en was bovendien een begaafd kolorist.

## Web links
- Verbaere Herman, affiches en tekeningen op deplate.be
- Julien De Vuyst, Een wandeling met Herman Verbaere langs de Schelde

- Bibliothèque nationale de France: cb14940161k (data)
- Gemeinsame Normdatei: 1184500533
- International Standard Name Identifier: 0000 0003 5970 1736
- Nederlandse Thesaurus van Auteursnamen: 069094047
- RKD-Nederlands Instituut voor Kunstgeschiedenis: 80024
- Système universitaire de documentation: 149636601
- Virtual International Authority File: 220403308
- WorldCat: E39PBJwxFCTfVy4yDP66rGRkDq